# اورفورد، سافک
latitudeاورفورد، سافکlongitudeاورفورد، سافک
اورفورد، سافک (به انگلیسی: Orford, Suffolk) یک منطقهٔ مسکونی در انگلستان است که در شرق انگلستان واقع شده‌است.

## خصوصیات
اورفورد ۶۹۰ نفر جمعیت دارد.